# Hrvatske kvalifikacije za Kup maršala Tita 1947.
Rezultati kvalifikacija (preliminarnih natjecanja) na teritoriju NR Hrvatske.
U kvalifikacijama je sudjelovalo 80 momčadi, koje su bile podijeljene prema teritorijalnom principu u pet zona s po 16 momčadi: Varaždinska, Osječka, Zagrebačka, Dalmatinska i Podravska. Pobjednici skupina kvalificirali su se za završno natjecanje na saveznoj razini.
Natjecanje je započelo 17. kolovoza 1947. utakmicama prvog kola, a završilo 7. rujna 1947.

## 1. kolo
| Prva momčad         |   | Druga momčad               | Rezultat 17. kolovoza 1947. |
| ------------------- | - | -------------------------- | --------------------------- |
| Jedinstvo Čakovec   | – | Podravina Ludbreg          | 15:1                        |
| Zagorec Krapina     | – | Oštrc Zlatar               | 1:0                         |
| Sloboda Varaždin    | – | Mladost Zabok              | 5:0                         |
| Slaven Koprivnica   | – | Graničar Đurđevac          | 3:0                         |
| Kalnik Križevci     | – | Bjelovar                   | 3:2                         |
| Ivanić Ivanićgrad   | – | Sloga Novoselec Križ       | 3:0                         |
| Slaven Daruvar      | – | Jadran Grubišno Polje      | 5:1                         |
| Mladost Suhopolje   | – | Psunj Pakrac               | 3:0                         |
| Borac Virovitica    | – | Slavonac Podravska Slatina | 3:0                         |
| Proleter Osijek     | – | Slavonac Valpovo           | 6:0                         |
| Mladost Osijek      | – | Proleter Belišće           | 4:2                         |
| Slaven Borovo       | – | Belje Kneževo              | 9:0                         |
| Dinamo Vinkovci     | – | Sloga Vukovar              | 4:3                         |
| Jedinstvo S. Požega | – | Udarnik Nova Gradiška      | 7:1                         |
| Sloboda Đakovo      | – | Crvena zvijezda Slav. Brod | 4:1                         |
| Graničar Županja    | – | Budućnost Andrijevci       | 3:1                         |
| Zagreb              | – | Milicioner Zagreb          | 5:2                         |
| Jedinstvo Zagreb    | – | Mladost Zagreb             | 1:0                         |
| Dubrava             | – | Tekstilac Oroslavje        | 2:1                         |
| Radnik V. Gorica    | – | Samobor                    | 1:0                         |
| Dom JA Zagreb       | – | Borac Jarun                | 5:1                         |
| Naprijed Sisak      | – | Jedinstvo Petrinja         | 10:1                        |
| Radnik Sisak        | – | Crvena zvijezda Sunja      | 7:3                         |
| Udarnik Karlovac    | – | Jedinstvo Ogulin           | 1:0                         |
| Primorje Sušak      | – | Goran Delnice              | 5:0                         |
| Naprijed Hreljin    | – | Crikvenica                 | 5:0                         |
| Lokomotiva Rijeka   | – | Mornar Rijeka              | 4:3                         |
| Torpedo Rijeka      | – | Proleter Rijeka            | 6:0                         |
| Klana               | – | Opatija                    | 3:0                         |
| Rovinj              | – | Proleter Pula              | 2:0                         |
| USO Pula            | – | Rudar Raša                 | 4:2                         |
| Jedinstvo Pazin     | – | Istra Labin                | 4:2                         |
| Drniš               | – | Rudar Siverić              | 3:0                         |
| Zadar               | – | Dinara Knin                | 3:0                         |
| Sloboda Gospić      | – | Jedinstvo Brinje           | 1:0                         |
| Šibenik             | – | Cement Solin               | 3:1                         |
| Zmaj Makarska       | – | Baškavoda                  | 2:1                         |
| Zmaj Blato          | – | Hajduk Velaluka            | 2:0                         |
| Neretva Metković    | – | Jug Dubrovnik              | 3:0                         |
| Split               | – | Junak Sinj                 | 3:0                         |

## 2. kolo
| Prva momčad       |   | Druga momčad        | Rezultat 24. kolovoza 1947. |                      |
| ----------------- | - | ------------------- | --------------------------- | -------------------- |
| Sloboda Varaždin  | – | Slaven Koprivnica   | 3:0                         |                      |
| Jedinstvo Čakovec | – | Zagorec Krapina     | 7:1                         |                      |
| Ivanić Ivanićgrad | – | Kalnik Križevci     | 3:1                         |                      |
| Slaven Daruvar    | – | Mladost Suhopolje   | 5:1                         |                      |
| Proleter Osijek   | – | Borac Virovitica    | 8:0                         |                      |
| Mladost Osijek    | – | Slaven Borovo       | 0:0                         | ždrijebom Mladost    |
| Dinamo Vinkovci   | – | Jedinstvo S. Požega | 1:0                         |                      |
| Zagreb            | – | Dubrava             | 2:0                         |                      |
| Jedinstvo Zagreb  | – | Radnik V. Gorica    | 4:1                         |                      |
| Naprijed Sisak    | – | Dom JA Zagreb       | 2:1                         |                      |
| Udarnik Karlovac  | – | Radnik Sisak        | 3:2                         |                      |
| Primorje Sušak    | – | Lokomotiva Rijeka   | 3:3                         | ždrijebom Lokomotiva |
| Torpedo Rijeka    | – | Naprijed Hreljin    | 6:1                         |                      |
| Rovinj            | – | Klana               | 4:0                         |                      |
| USO Pula          | – | Jedinstvo Pazin     | 4:0                         |                      |
| Šibenik           | – | Drniš               | 2:0                         |                      |
| Zadar             | – | Sloboda Gospić      | 4:1                         |                      |
| Zmaj Makarska     | – | Zmaj Blato          | 4:2                         |                      |
| Split             | – | Neretva Metković    | 2:0                         |                      |
| Sloboda Đakovo    | – | Graničar Županja    | 2:1                         |                      |

## 3. kolo
| Prva momčad       |   | Druga momčad      | Rezultat 31. kolovoza 1947. |                 |
| ----------------- | - | ----------------- | --------------------------- | --------------- |
| Jedinstvo Čakovec | – | Sloboda Varaždin  | 5:1                         |                 |
| Ivanić Ivanićgrad | – | Slaven Daruvar    | 2:0                         |                 |
| Proleter Osijek   | – | Mladost Osijek    | 7:0                         |                 |
| Dinamo Vinkovci   | – | Sloboda Đakovo    | 3:2                         |                 |
| Jedinstvo Zagreb  | – | NK Zagreb         | 2:1                         |                 |
| Naprijed Sisak    | – | Udarnik Karlovac  | 2:1                         |                 |
| Torpedo Rijeka    | – | Lokomotiva Rijeka | 6:0                         |                 |
| USO Pula          | – | Rovinj            | 3:0                         |                 |
| Šibenik           | – | Zadar             | 2:0                         |                 |
| Zmaj Makarska     | – | Split             | 2:2                         | ždrijebom Split |

## 4. kolo
| Prva momčad       |   | Druga momčad     | Rezultat 7. rujna 1947. |
| ----------------- | - | ---------------- | ----------------------- |
| Jedinstvo Čakovec | – | Proleter Osijek  | 2:1                     |
| Šibenik           | – | USO Pula         | 2:1                     |
| Ivanić Ivanićgrad | – | Jedinstvo Zagreb | 4:2                     |
| Dinamo Vinkovci   | – | Torpedo Rijeka   | 6:0                     |
| Naprijed Sisak    | – | Split            | 2:0                     |

U završno natjecanje plasirale su se ekipe čakovečkog Jedinstva, vinkovačkog Dinama, sisačkog Naprijeda, Šibenika i Ivanića.

## Unutrašnje poveznice
- Kup maršala Tita 1947.
- Završnica prvenstva Hrvatske u nogometu 1947./48.